# Cabinet Hohenlohe-Schillingsfürst
Le cabinet Hohenlohe-Schillingsfürst, du nom du chancelier allemand Chlodwig zu Hohenlohe-Schillingsfürst, est en fonction du 29 octobre 1894 au 15 octobre 1900.

## Composition du cabinet
- Chlodwig zu Hohenlohe-Schillingsfürst - Chancelier impérial
- Karl Heinrich von Boetticher - Vice-chancelier jusqu'au 1er juillet 1897
- Arthur Graf von Posadowsky-Wehner - Vice-chancelier à partir du 1er juillet 1897
- Adolf Marschall von Bieberstein - Ministre des Affaires étrangères jusqu'au 20 octobre 1897
- Bernhard von Bülow - Ministre des Affaires étrangères à partir du 20 octobre 1897
- Karl Heinrich von Boetticher - Ministre de l'Intérieur jusqu'au 1er juillet 1897
- Arthur Graf von Posadowsky-Wehner - Ministre de l'Intérieur à partir 1er juillet 1897
- Arnold Nieberding (de) - Ministre de la Justice
- Friedrich von Hollmann - Ministre de la Marine jusqu'au 18 juin 1897
- Alfred von Tirpitz - Ministre de la Marine à partir du 18 juin 1897
- Heinrich von Stephan - Ministre des Postes jusqu'au 1er juillet 1897
- Viktor von Podbielski - Ministre des Postes à partir du 1er juillet 1897
- Arthur Graf von Posadowsky-Wehner - Ministre du Trésor jusqu'au 1er juillet 1897
- Max Franz Guido von Thielmann - Ministre du Trésor à partir du 1er juillet 1897

## Annexe